# Радни терапеут
Радни терапеут је специјално школован стручњак који, према посебном програму за сваки тип институције, води радну или окупациону терапију. У области социјалног рада, радни терапеут сарађује са оним стручњацима који најбоље могу помоћи социјалној рехабилитацији клијента.